# 切斯特菲爾德縣 (南卡羅萊納州)
切斯特菲爾德縣（英語：Chesterfield County）是美國南卡羅萊納州東北部的一個縣，北鄰北卡羅萊納州。面積2,087平方公里。根据美國2000年人口普查，共有人口42,768人 （2005年人口43,435人）。縣治切斯特菲爾德（Chesterfield ）。
成立於1785年3月12日。縣名來自第四代切斯特菲爾德伯爵。